# Aylestone
Aylestone är en stadsdel i Leicester, i distriktet Leicester, i grevskapet Leicestershire, i England. Stadsdelen hade 11 944 invånare år 2021. Aylestone var en civil parish fram till 1896 när blev den en del av Leicester. Civil parish hade 5 381 invånare år 1891. Byn nämndes i Domedagsboken (Domesday Book) år 1086, och kallades då Aileston(e).